# Adjud
Adjud (în trecut, Adjudu Nou, în maghiară Egyedhalma) este un municipiu în județul Vrancea, Moldova, România, format din localitățile componente Adjud (reședința) și Burcioaia, și din satele Adjudu Vechi și Șișcani. Adjud are o populație de 16.045 de locuitori (2011) și se află situat la nord de confluența râurilor Siret și Trotuș.

## Geografie
Adjudul se află în nordul județului, la vărsarea Trotușului în Siret. Terenul pe care se află orașul Adjud este, în general, plan, fiind mărginit de colinele subcarpatice cu înălțimi până la 400 m. Altitudinea generală medie a municipiului este de circa 100 m față de nivelul mării. Terenul este favorabil culturilor agricole, corespunde condițiilor de construit și are pânza de apă potabilă sub 10 m adâncime. 
Din cercetările geologice rezultă că subsolul municipiului prezintă straturi de pietrișuri și nisipuri levantine și cuaternare, formând, din punct de vedere hidrologic depozite acvifere însemnate alimentate de râurile Trotuș, Siret și de precipitațiile atmosferice directe. 
Climatul temperat corespunde așezării sale și se caracterizează prin vânturi predominante din nord cu alternanță în sezonul cald dinspre sud și sud-est, cu temperatură medie anuală de 8-10 °C, media precipitațiilor fiind de 500 mm/m² într-un an. Cunoscut din vechime pentru așezarea sa la intersecția dintre provinciile românești Moldova, Țara Românească și Transilvania, este și astăzi un important nod feroviar și rutier. Suprafața municipiului era în anul 1997 de 5.911 ha, din care o suprafață de 105 ha. este ocupată de clădiri și curți.

## Istorie
Pe teritoriul de nord al localității a fost descoperită o așezare din Epoca bronzului, care datează aproximativ din mileniul II î.Hr și aparține culturii Monteoru. Tot aici au fost descoperite vestigiile unei așezări geto-dace din secolele V-III î.Hr.
Prima mențiune documentară datează din 9 aprilie 1433, când localitatea este pomenită sub denumirea de Egydhalm („In oppido nostro Egydhalm” - în orașul nostru Colina lui Egyd, unde numele în cauză este forma maghiară a denumirii latine Aegidius). Localitatea a fost un important centru comercial în secolele XVI-XVII și a fost ridicată la rang de târg în 1838.

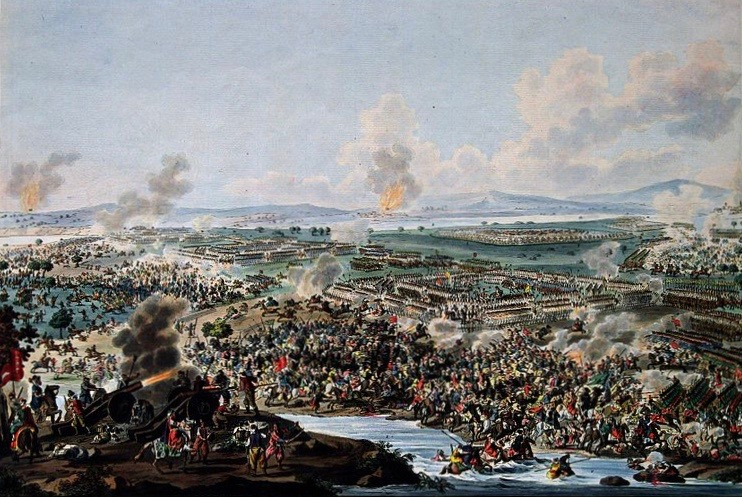
Adjudul în timpul Războiului Ruso-Austro-Turc (14 octombrie 1788)

La sfârșitul secolului al XIX-lea, Adjud era o comună rurală din plasa Răcăciuni a județului Putna, formată numai din satul de reședință, cu 2171 de locuitori. În comună existau două biserici ortodoxe, două sinagogi, o școală de băieți cu 51 de elevi, una de fete cu 29 de eleve, un spital și un birou de telegraf și poștă. La acea vreme, pe teritoriul actual al municipiului, mai funcționau în aceeași plasă și comunele  Adjudu Vechi și Burcioaia. Prima, formată din satele Adjudu Vechi și Șișcani, avea 814 locuitori și două biserici. A doua avea în compunere doar satul de reședință, cu 347 de locuitori și o biserică.
Anuarul Socec consemnează comuna Adjudu Nou drept comună urbană și reședință a plășii Trotuș din același județ, având 3416 locuitori. Comunele Adjudu Vechi și Burcioaia aveau aceeași compoziție și făceau parte tot din plasa Trotuș; comuna Adjudu Vechi avea 1025 de locuitori, iar comuna Burcioaia — 415. În 1931, comuna Adjudu Vechi a devenit, alături de Copăcești și comuna Ruginești, comună suburbană a comunei urbane Adjud.
În 1950, Adjud a primit statut de oraș raional și a devenit reședința raionului Adjud din regiunea Putna, apoi (după 1952) din regiunea Bârlad și (după 1956) din regiunea Bacău. În 1968, a devenit oraș al județului Vrancea, iar comunele Burcioaia și Adjudu Vechi au fost desființate, localitățile lor fiind incluse în orașul Adjud. Adjudul a fost declarat municipiu în anul 2000.

## Demografie
Componența etnică a municipiului Adjud
     Români (78,31%)
     Romi (5,57%)
     Alte etnii (0,03%)
     Necunoscută (16,1%)
Componența confesională a municipiului Adjud
     Ortodocși (79,33%)
     Penticostali (1,5%)
     Romano-catolici (1,31%)
     Alte religii (1,18%)
     Necunoscută (16,68%)
Conform recensământului efectuat în 2021, populația municipiului Adjud se ridică la 15.178 de locuitori, în scădere față de recensământul anterior din 2011, când fuseseră înregistrați 16.045 de locuitori. Majoritatea locuitorilor sunt români (78,31%), cu o minoritate de romi (5,57%), iar pentru 16,1% nu se cunoaște apartenența etnică. Din punct de vedere confesional, majoritatea locuitorilor sunt ortodocși (79,33%), cu minorități de penticostali (1,5%) și romano-catolici (1,31%), iar pentru 16,68% nu se cunoaște apartenența confesională.
|  | Graficele sunt indisponibile din cauza unor probleme tehnice. Mai multe informații se găsesc la Phabricator și la wiki-ul MediaWiki. |

Date: Recensăminte sau birourile de statistică - grafică realizată de Wikipedia

## Politică și administrație
Municipiul Adjud este administrat de un primar și un consiliu local compus din 17 consilieri. Primarul, George-Claudiu Nica[*], de la Partidul Social Democrat, este în funcție din 1 noiembrie 2024. Începând cu alegerile locale din 2024, consiliul local are următoarea componență pe partide politice:
|  | Partid                          | Consilieri | Componența Consiliului | Componența Consiliului | Componența Consiliului | Componența Consiliului | Componența Consiliului | Componența Consiliului | Componența Consiliului |
|  | ------------------------------- | ---------- | ---------------------- | ---------------------- | ---------------------- | ---------------------- | ---------------------- | ---------------------- | ---------------------- |
|  | Partidul Social Democrat        | 7          |                        |                        |                        |                        |                        |                        |                        |
|  | Partidul Național Liberal       | 6          |                        |                        |                        |                        |                        |                        |                        |
|  | Alianța pentru Unirea Românilor | 2          |                        |                        |                        |                        |                        |                        |                        |
|  | Partidul Puterii Umaniste       | 2          |                        |                        |                        |                        |                        |                        |                        |

## Transport
Orașul este traversat de șoseaua națională DN2, care leagă Focșaniul de Bacău. La Adjud, acest drum se intersectează cu șoseaua națională DN11A, care duce spre nord-vest la Onești și spre est la Bârlad. Pe lângă transportul auto, localitatea Adjud dispune și de transport feroviar. Prin Gara Adjud trec zilnic 52 de trenuri.

## Educație
În oraș funcționează 4 grădinițe, 2 licee (colegiul national „Emil Botta” și colegiul tehnic „Gheorghe Balș”).

## Sănătate
Spitalul Municipal Adjud, înființat în anul 1875, deservește atât populația municipiului Adjud cât și zone limitrofe.

## Monumente istorice
Zece obiective din municipiul Adjud sunt incluse în lista monumentelor istorice din județul Vrancea ca monumente de interes local. Șase dintre ele sunt situri arheologice — așezarea de la „Movilița” din Epoca Bronzului (cultura Monteoru faza Ic3); așezarea de la „Lutărie” de lângă Adjudu Vechi (aceeași datare); așezarea medievală de la Lutărie (secolul al XVII-lea); situl de la „Islaz”, tot lângă Adjudu Vechi; așezarea din Epoca Bronzului (cultura Monteoru) de pe strada Islaz, către Copăcești; și situl din strada Alexandru Ioan Cuza din Adjud, cu vestigii din Epoca Bronzului (cultura Monteoru, fazele IIa și IIb) și din Epoca Medievală. Două obiective sunt monumente de arhitectură — primăria (începutul secolului al XIX-lea) și spitalul din strada Copăcești (sfârșitul secolului al XIX-lea). Placa comemorativă (1916–1918) din strada Libertății este clasificată ca monument de for public, fiind fixată în anul 1921. Monumentul eroilor români și ruși din cimitirul orașului (strada Republicii), datând din secolul al XX-lea, face parte din categoria monumentelor memoriale sau funerare.

## Personalități
- Gheorghe Balș (1868 – 1934), inginer, istoric de artă;
- Dan Botta (1907 – 1958), poet, eseist;
- Emil Botta (1911 - 1977), poet, prozator, actor, fratele lui Dan Botta;
- Luigi Martiș (1925 – 1994), general comunist, deputat MAN 1975–1985;
- Ion Dichiseanu (1933 – 2021), actor;
- Nelly Miricioiu (n. 1952), soprană;
- Gelu Radu (n. 1957), halterofil, câștigător al medaliei de argint la Los Angeles în cadrul Jocurilor Olimpice din 1984;
- Angela Gheorghiu (n. 1965), soprană;
- Andrei Lehănceanu (n. 2005), poet.